# Адамівська мова

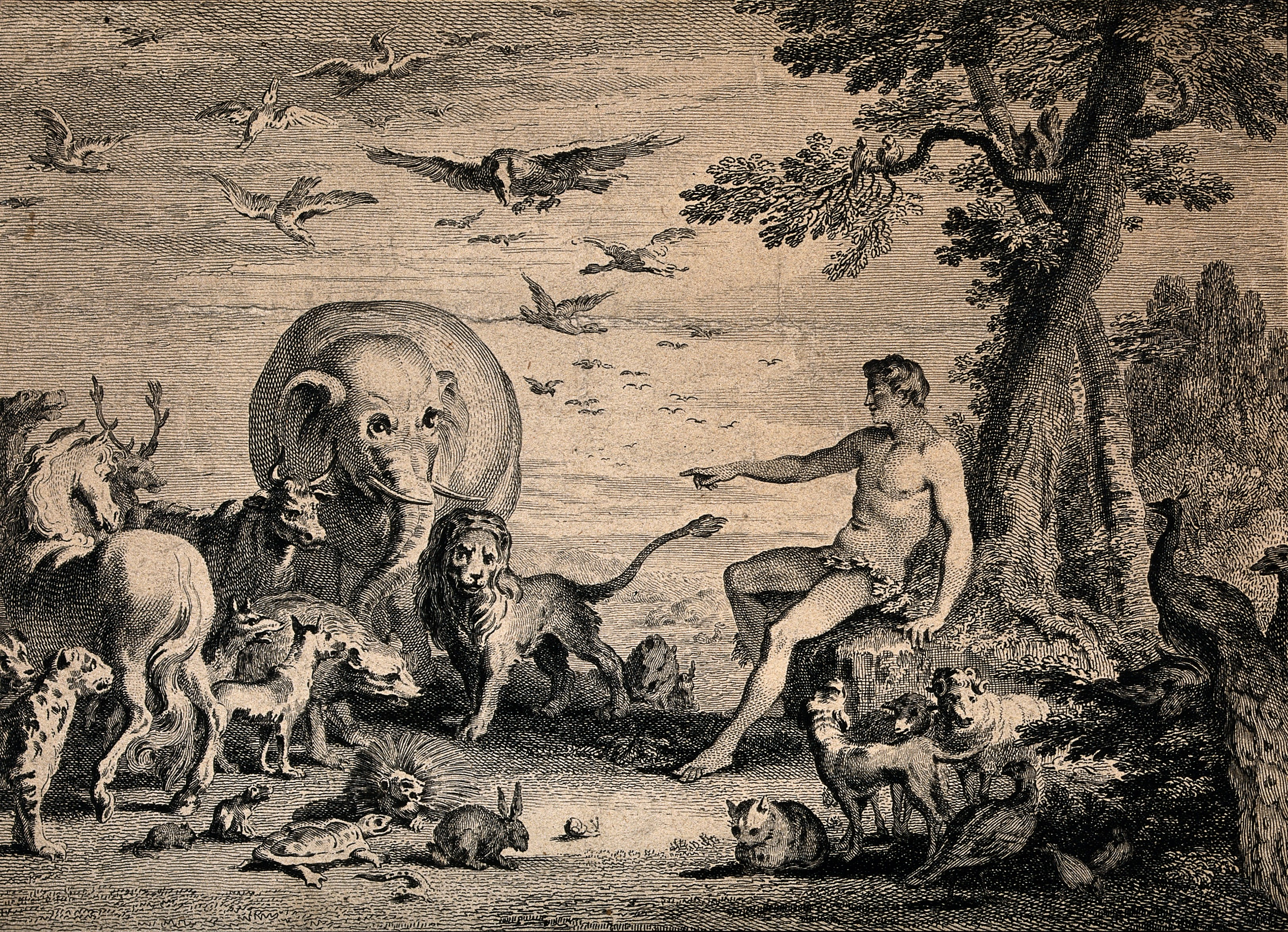
Адам називає звірів. Офорт

Адамівська мова — згідно з єврейською традицією (як записано в мідрашах) і деякими християнськими традиціями, мова, якою розмовляли Адам і Єва в Едемському саду. Це була мова, яку Бог використовував для звернення до Адама (божественна мова), або мова, яку придумав Адам і якою він назвав усе, включно з Євою (Буття 2:19).
У середні віки різні єврейські коментатори вважали, що Адам розмовляв івритом, і цю точку зору також різним чином висвітлював італійський поет пізнього середньовіччя Данте Аліг'єрі. На початку Нового часу деякі автори продовжували обговорювати можливість існування адамівської мови, деякі продовжували дотримуватись ідеї, що це іврит, тоді як інші, такі як Джон Лок, були налаштовані більш скептично. Останнім часом багато мормонських авторів висловили різні думки щодо природи адамівської мови.
Згідно з ефіопськими та еритрейськими традиціями, стародавня семітська мова геез є мовою Адама, першою та оригінальною мовою.

## Святоотцівський період
Августин розглядає питання про первинну мову в трактаті «Про місто Боже». Він вважав, що після падіння Вавилонської вежі адамівську мову у вигляді івриту зберегли Евер та його син Пелег.

## Середньовіччя
Єврейська книга Мідраш, говорить, що Адам розмовляв єврейською мовою, тому що імена, які він дає Єві — Іша і Хава — мають сенс лише на івриті. Навпаки, каббалізм припускав «Вічну Тору», яка не була ідентичною Торі, написаній івритом. Таким чином, Авраам Абулафія в 13 столітті припустив, що мова, якою розмовляли в раю, відрізнялася від івриту, і відкинув твердження, поширене на той час також серед християнських авторів, що дитина, залишена без мовного стимулу, автоматично починає говорити івритом.
Умберто Еко (1993) зазначає, що книга Буття неоднозначна щодо того, чи була мова Адама збережена нащадками Адама до змішання мов, чи вона почала розвиватися природним шляхом ще до Вавилонського падіння.
Данте Аліг'єрі звертається до цієї теми у своєму есе De vulgari eloquentia (1302—1305). Він стверджує, що адамівська мова має божественне походження і тому незмінна. Він також зазначає, що згідно з Книгою Буття перший мовний акт належить не Адаму, а Єві, коли вона зверталась до змія.
Однак у своїй «Божественній комедії» (бл. 1308—1320 рр.) Данте змінює свою точку зору на іншу, яка розглядає адамівську мову як винахід Адама. Данте робить висновок (Рай XXVI), що іврит є похідним від адамівської мови. Зокрема, єврейське ім'я Бога в схоластичній традиції, Ель, має походити від іншого адамівського імені Бога, яке Данте дає як I.

## Ранньомодерний період

### Прихильники
Вчений Джон Ді посилається на окультну або ангельську мову, записану в його особистих щоденниках і щоденниках духовного медіума Едварда Келлі. Щоденники Ді не описували мову як «єнохіанську», натомість віддаючи перевагу «янгольській», «небесній мові», «мові ангелів», «першій мові Бога-Христа», «святій мові» або «адамовій» тому що, згідно з Ангелами Ді, вона використовувалася Адамом у Раю, щоб назвати все. Пізніше цю мову назвали енохіанською через твердження Ді, що біблійний патріарх Енох був останньою людиною, яка знала цю мову.
Нідерландський лікар, лінгвіст і гуманіст Йоганнес Горопіус Беканус (1519—1572) у праці «Походження Антверпена» (Origines Antwerpianae, 1569) висунув теорію, що антверпенський брабантський діалект, яким розмовляли в регіоні між річками Шельда та Маас, була оригінальною мовою, якою розмовляли в Раю. Горопіус вважав, що найдавніша мова на Землі є найпростішою мовою, і що найпростіша мова містить переважно короткі слова. Оскільки в брабантській мові більше коротких слів, ніж у латинській, грецькій та єврейській, Горопіус вважав, що це давня мова. Його робота вплинула на роботу Сімона Стевіна (1548—1620), який відстоював подібні ідеї у трактаті Принципи мистецтва зважування (De Beghinselen Der Weeghconst,1586).

### Опоненти
До 17 століття існування та природа передбачуваної адамівської мови широко обговорювалася серед європейських юдейських і християнських містиків і первісних лінгвістів. Роберт Бойль (1627—1691) скептично ставився до того, що іврит є адамівською мовою, яка найкраще може описати природу речей, заявивши:
Я ніколи не міг знайти, що єврейські назви тварин, згадані на початку книги Буття, свідчать про чіткіше розуміння їх природи, ніж назви тих самих або деяких інших тварин грецькою чи іншими мовами (1665: 45).
Джон Локк (1632—1704) висловив подібний скептицизм у своєму «Есе про людське розуміння» (1690).

## Сучасний період

### Рух святих останніх днів
Джозеф Сміт, засновник руху Святих останніх днів (мормонів), у своєму перекладі Біблії оголосив мову Адама «чистою і незаплямованою». Деякі святі останніх днів вважають, що це мова Бога. Глосолалія, або говоріння мовами, була звичайною справою в перші роки руху, і вважалося, що незрозуміла мова, якою говорили під час цих ініціацій, була мовою Адама. Однак ця віра ніколи не була формально чи офіційно прийнята.
Деякі інші ранні лідери святих останніх днів, зокрема Бригам Янг, Орсон Пратт та Елізабет Енн Вітні, стверджували, що отримали кілька слів мовою Адама через одкровення. Деякі святі останніх днів вірять, що мова Адама є «чистою мовою», про яку говорив Софонія і що вона буде відновлена як універсальна мова людства наприкінці світу.
У молитовному колі ендаументу святих останніх днів колись використовувалися слова «Pay Lay Ale». Ці неперекладені слова більше не використовуються в храмових обрядах і були замінені англійською версією: O God, hear the words of my mouth (О Боже, почуй слова моїх уст). Деякі вважають, що речення «Pay Lay Ale» походить від єврейської фрази «pe le-El» (פה לאל</link>), «уста до Бога». «Pay Lay Ale» було визначено в храмовій церемонії як слова з «чистої мови Адама».
Інші слова, які, на думку деяких святих останніх днів, походять з мови Адама, включають deseret («медоносна бджола») і Ahman («Бог»).